# Aeroportul Bear Creek 3
Aeroportul Bear Creek 3 (IATA: BCC, FAA LID: Z48) este un aeroport din Alaska, Statele Unite ale Americii.
Situat la o altitudine de 226 m, aeroportul dispune de 1 pistă.

## Infrastructură

### Piste
Aeroportul dispune de o singură pistă. Pista 15/33 are dimensiunile 1.800 picioare × 25 picioare. 